# Porcellio monardi
Porcellio monardi is een pissebed uit de familie Porcellionidae. De wetenschappelijke naam van de soort is voor het eerst geldig gepubliceerd in 1953 door Brian.